# Софія Шарлотта Ольденбурзька
Софія Шарлотта Ольденбурзька (нім. Sophie Charlotte von Oldenburg, 2 лютого 1879 — 29 березня 1964) — принцеса Ольденбурзька, донька останнього герцога Ольденбургу Фрідріха Августа II та прусської принцеси Єлизавети Анни, дружина прусського принца Ейтеля Фрідріха, після розлучення — Гаральда фон Гедеманна.

## Біографія

### Дитинство та юність
Софія Шарлотта народилась 2 лютого 1879 року в Ольденбурзі первісткою в родині спадкоємного принца Ольденбургу Фрідріха Августа та його першої дружини Єлизавети Анни Прусської, з'явившись на світ за рік після весілля батьків. 
Ім'я отримала на честь Софії Шарлотти Ганноверської — дружини короля Пруссії Фрідріха I. Згодом у неї з'явилася молодша сестра, яка прожила лише чотири місяці. Країною в цей час правив їхній дід Петер II. 
Мешкало сімейство в Ольденбурзькому замку. Літо проводили у палаці Растеде. Принцесу в сімейному колі кликали Лотта.

Матір померла, коли доньці було 16 років. Фрідріх Август, не маючи спадкоємця, за рік одружився з принцесою Єлизаветою Мекленбург-Шверінською. Тоді ж вони переїхали до новозбудованого Палацу Єлизавети Анни поруч із Ольденбурзьким замком. Від цього союзу батька у Софії Шарлотти з'явився єдинокровний брат Миколай та сестри Інгеборга Аліса й Альтбурга.

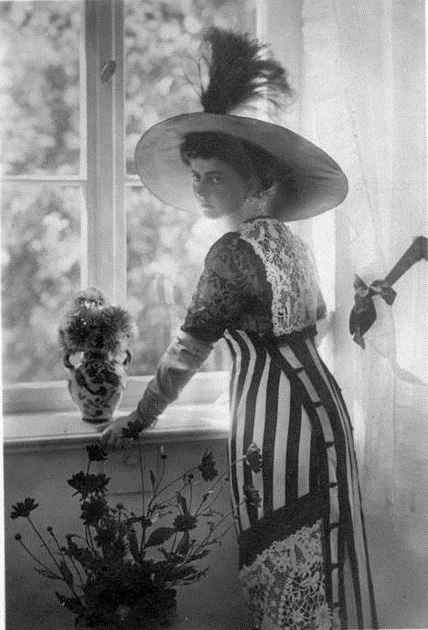
Софія Шарлотта у 1905 році

Влітку 1900 року Фрідріх Август став великим герцогом. Софія Шарлотта часто супроводжувала його у мандрівках. Так, у 1902 році на яхті «Lensahn» разом із ним, його дружиною та братом Миколаєм, відвідала Константинополь, де всі вони були прийняті султаном Абдул-Гамідом II у палаці Їлдиз як державні гості. На зворотньому шляху сімейство завітало до Афін. Загалом, принцеса більшу частину юності провела за кордоном. Часто навідувала тітку Луїзу Маргариту у Британії, подовгу залишалася у бабусі Марії Анни. До того ж існували побоювання, що дівчина успадкувала слабке здоров'я своєї матері, тож кожен рік певний час вона проводила на курортах. Сучасники відмічали також, успадковані від матері, її красу та шарм. Доки принцеса була єдиною дитиною в родині, про неї часто писали як про дуже багату наречену.
У 1904 році вийшла стаття про її перебування на Французькій Рив'єрі, в якій автор натякнув на роман між нею та ад'ютантом батька, бароном фон Плеттенбергом. Журналіст був засуджений на місяць перебування у в'язниці. Насправді, принцеса мало достатньо шанувальників із королівських будинків Європи. Так, за нею кілька років упадав спадкоємний принц Саксен-Веймар-Айзенаху Вільгельм Ернст, який зрештою одружився із Кароліна Ройсс-Грайцькою.

### Перший шлюб

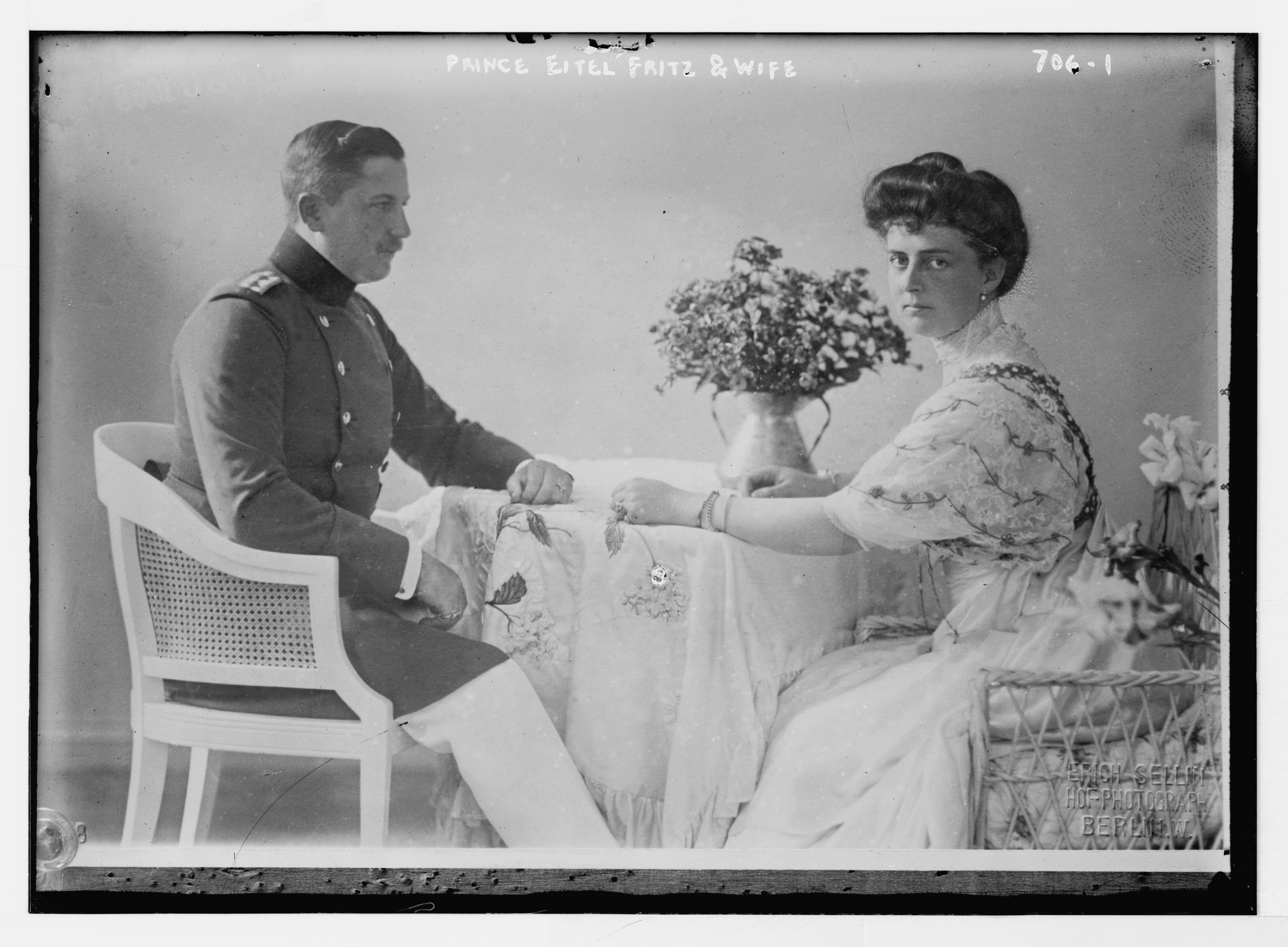
Світлина Софії Шарлотти та Ейтеля Фрідріха

У червні 1905 року на весіллі кронпринца Вільгельма та Цецилії Мекленбург-Шверінської Софія Шарлотта познайомилася із братом нареченого, Ейтелем Фрідріхом Прусським. У тому ж місяці в Кілі вона мала нагоду краще познайомитися із ним. Імператриця до того ж дуже хотіла аби син одружився з котроюсь із ольденбурзьких принцес. У вересні Ейтель Фрідріх прибув до Лензану та провів там кілька тижнів. Там і відбулися його заручини із Софією Шарлоттою. 
Справжніми причинами союзу називають тиск з боку нареченого та бажання принцеси залишити батьківську домівку. В ті часи відносини між батьком та мачухою були напруженими, Єлизавета вважала, що чоловік нехтує нею, прагла розлучення та мала роман із вихователем своїх дітей.
Один із сучасників змальовував ситуацію: «Принц Ейтель Фріц, улюбленець батька, такий же високий, як і жорстокий, і такий же лютий, як і товстий, майже примусово взяв собі дружину, аби покласти край потворним чутками, які літали по Берліну щодо нього та його дивних схильностей».
У 27 років Софія Шарлотта одружилася із 22-річним принцом Ейтелем Фрідріхом Прусським. Весілля припало на 25-ту річницю батьків нареченого, що додало значущості події. На святкуванні були присутніми 1500 осіб, представники багатьох королівських і герцогських будинків Німеччини. Весільні подарунки експонувалися для публіки в замку. Окрім коштовностей, виробів зі срібла, бронзових статуй, люстр, були також представлені вишивки та вироби інших ремесел, а також картини Георга фон Зіля, Пауля Мюллера-Каемпфа, Карла Лангенхорста, Уго Дюфорна. Весілля відбулося 27 лютого 1906 у Берліні. Громадянський акт було підписано у Залі Курфюрста в королівському замку. О 5 годині вечора у каплиці замку розпочалося вінчання. Наречена була вдягнена у довгу сукню з перлинно-білого шовку, розшиту срібними трояндами. Весільну промову сказав теолог Ернст Дріандер. Після церемонії молодят вітали гості у картинній галереї замку.
Медовий місяць пара провела у мисливському будинку Губертусшток на околиці лісового масиву Шорфхайде, після чого оселилася на віллі Інґенхайм у Потсдамі. Дітей у них не було. Незважаючи на теплий прийом, знайти справжніх друзів у Берліні Софії Шарлотті не вдалося.
Під час Першої світової війни подружжя рідко бачилося. Принцеса, в основному, мешкала у палаці Бельвю, де проводила час за читанням, малюванням і спілкуванням з невеликим колом друзів. Її змальовували як добре освічену та виховану жінку з тихим голосом. Відмічали її добрі здібності до мов, музики та малювання аквареллю.
15 березня 1919 року Ейтель Фрідріх почав процес розриву шлюбу, посилаючись на зради дружини ще до війни. Вважається, що подружжя намагалося розлучитися ще перед війною, однак цьому завадив імператор Вільгельм II. Вердикт суду, однак, визнав вину за чоловіком. Розлучення було оформлене 20 жовтня 1926 року. 

### Подальші роки
Розлучення спровокувало численні чутки про потенційних чоловіків Софії Шарлотти.
У 48 років вона вступила в другий шлюб, з 40-річним ротмістром Гаральдом фон Гедеманном, колишнім офіцером поліції Потсдама. Весілля пройшло 24 листопада 1927 у замку Растеде. Молодята оселилися там же. Дітей у них не було. Софія Шарлотта продовжувала вважатися однією з найбагатших жінок країни.
У 1930 році вступила до лав НСРПН під № 306866.
На початку 1930-х років подружжя переїхало до вілли на околиці парка Ханкхаузер у Растеде. Гаральд фон Гедеманн помер у червні 1951 року. Після цього Софія Шарлотта перебралася до невеликого будинку у Бад-Цвішенані.
Пішла з життя 29 березня 1964 року в 85-річному віці. Похована, як і чоловік, на Новому цвинтарі Бад-Цвішенану.